# Star Promontory
Die Star Promontory (englisch für Sternlandspitze) ist eine segmentierte Landspitze an der Ingrid-Christensen-Küste des ostantarktischen Prinzessin-Elisabeth-Lands. Sie liegt etwa auf halbem Weg zwischen der Mather-Halbinsel und Cape Rybachiy am Ufer der Prydz Bay. Ihr südwestlich vorgelagert ist Sapozhok Island in der Gruppe der Rauer-Inseln.
Australische Wissenschaftler benannten sie nach ihrer an einen imaginären Stern erinnernde Form mit zwei Spitzen nach Nordnordwesten bzw. Westen.